# Charles Kervyn de Volkaersbeke
Charles-Jacques Kervyn de Volkaersbeke (Gent, 10 november 1754 - 7 februari 1836) was lid van de Gentse familie Kervyn en politicus.

## Levensloop
Charles Kervyn was een zoon van Willem Luc Kervyn (°1713) en van diens tweede vrouw Isabelle van de Kerchove (1714-1756). Hij trouwde in 1780 met Marie Anne Odemaer (1756-1805), vrouwe van Volkaersbeke en Plasschevelde. Ze hadden zes kinderen.
Zijn levensloop tijdens de revolutiejaren en het Franse keizerrijk is minder gekend. 
In 1816 werd hij in de erfelijke adel erkend en werd benoemd in de Ridderschap van Oost-Vlaanderen, waar hij secretaris van werd. De erkenning gebeurde onder de naam Kervyn de Volkaersbeke, die sedertdien de naam werd van deze tak van de familie.
In 1815 werd hij lid van de Commissie van Burgerlijke Godshuizen. Hij werd ook raadslid en schepen van Gent en bleef dit de hele tijd van het Verenigd Koninkrijk der Nederlanden. Kervyn was een trouwe ondersteuner van de activiteiten van kanunnik Petrus Jozef Triest, binnen en buiten de burgerlijke godshuizen.
Kervyn was een onvoorwaardelijke aanhanger van koning Willem I der Nederlanden. Dit leverde hem vanaf de jaren twintig problemen op, toen de Nederlandse overheid maatregelen begon te nemen tegen kerkelijke instellingen. Dit werd als een nieuwe kerkvervolging aangevoeld binnen de kerkelijke hiërarchie. De geestelijkheid weigerde voortaan de biecht en de communie aan de oranjegetrouwen, waar Kervyn toe behoorde. 
Dit hinderde duidelijk noch Kervyn, noch sommige leden van de katholieke geestelijkheid om verder samen te werken. Zo kwam het dat kanunnik Triest met Kervyn naar Den Haag trok, waar ze op 31 augustus 1825 ontvangen werden door Willem I om bij hem te pleiten voor het behoud van de twee Gentse begijnhoven. Tegen de ministeriële instructies in, stemde de koning met hen in en beide heren konden, teruggekeerd in Gent, zegevierend meedelen dat Willem verklaard had dat de begijnen geen reden tot ongerustheid hadden en verder nieuwe kandidaten mochten aanvaarden. De ministers volgden echter de koning niet, zodat er geen officiële bevestiging kwam van de koninklijke toezegging. De administratie hield zich nochtans gedeisd en de begijnhoven in de Zuidelijke Nederlanden werden met rust gelaten.
Toen het koninkrijk België tot stand kwam, behoorde Kervyn tot de orangisten die zich afzijdig hielden. Hij had toen trouwens de leeftijd van 76 jaar bereikt en trok zich uit het openbaar leven terug.
Onder zijn zes kinderen, meer bepaald de zoons, was er niemand die een politieke rol vervulde:
- Charles Kervyn (1783-1807) sneuvelde in Pruisen tijdens de militaire campagnes onder het Franse keizerrijk.
- Jean Kervyn (1784-1854) werd ontvanger van belastingen in Sint-Niklaas-Waas. Hij trouwde met de weduwe van zijn broer, Angeline de Neve (1781-1852).
- Louis Kervyn (1787-1857) was priester.

Het was een kleinzoon, Philippe Kervyn de Volkaersbeke, die zich verzoende met het Belgisch koninkrijk. Hij aanvaardde in 1871 een baronstitel en werd verkozen tot Belgisch volksvertegenwoordiger.